# Wapen van Zandbulten

Wapen van Zandbulten

Het wapen van Zandbulten is het dorpswapen van het voormalige Nederlandse dorp Zandbulten (thans buurtschap), in de Friese gemeente Noardeast-Fryslân. Het wapen werd in 1976 geregistreerd, het is niet langer als dorpswapen in gebruik.

## Beschrijving
De blazoenering van het wapen luidt als volgt:
In goud een groene spar op een heuveltje van hetzelfde.
De heraldische kleuren zijn: goud (goud) en sinopel (groen).

## Symboliek
- Spar: duidt op het sparrenbos dat bij het dorp gelegen was.[2]
- Heuvel: verwijst naar de plaatsnaam.[2]

## Zie ook

Vlag van Zandbulten